# Anonymous (grupp)
Anonymous (engelska för "anonym") är ett decentraliserad internationellt kollektiv bestående av nätaktivister och hackare, som har hotat med och tagit på sig säkerhetsattacker riktade mot webbplatser, bland annat denial of service-attacker och hackade konton. Ofta uppges syftet vara civilt motstånd för att hämnas på länder, myndigheter, företag och kyrkor som man anser har försökt begränsa fri kultur, piratkopiering, yttrandefrihet och transparens på internet, men man har även hotat och angripit tidskrifter och journalister som har kritiserat Anonymous, Wikileaks och Julian Assange, som Anonymous understödjer.

## Historia
Anonymous tog sin början på bildforumet 4chan, vilket är en webbplats där vem som helst utan någon form av registrering kan lägga upp bilder på vad som helst, och där besökare kan kommentera bilderna helt anonymt. Besökarnas anonymitet är det centrala på webbplatsen och toleransnivån gentemot varandra är mycket hög och bilderna på forumet kan vara allt från avrättningar till japanska mangaserier. Varje uppladdad bild skrevs under med signaturen Anonymous om inget annat ville uppges. 4chan kom med tiden att skapa en svårförståelig internetkultur för utomstående där en grupp av människor kom att skapa ett löst sammansatt nätverk av Anonymous utan några specifika regler.
Gruppen bestod då av några enstaka hackare där flera av rörelsens första mål var att skapa olika skämt, mer känt som LOLZ, inte alltför sällan var detta osmakliga skämt. En av de tidigaste attackerna signerad Anonymous gick under namnet Epilepsy Foundation forum invasion där Epilepsy Foundations webbsida hackades i ett bisarrt skämt där skärmen började blinka i hopp om att utlösa epilepsianfall hos besökaren.
Rörelsen har importerat olika företeelser som kom att bli rörelsens signum. Mest känd är masken hämtad från filmen V för Vendetta. Filmen baseras på den historiska gestalten Guy Fawkes som var en engelsk rebell som försökte spränga det brittiska parlamentet. Första gången masken började användas var i samband med protesterna mot scientologikyrkan.

## Struktur och uppbyggnad
Anonymous har ingen hierarkisk struktur, inte heller någon ledare utan litar helt till individers bidrag till gruppen. Överlag består Anonymous av personer som är välbekanta med internetkulturen, vissa av dem också med mycket god hackerkunskap.
På grund av den nästintill obefintliga organisationen finns heller inga krav på kunskap eller liknande för att bli medlem, man väljer att engagera sig, och gör det i Anonymous namn. Projekt och operationer organiseras genom att någon anser att någonting bör rättas till eller uppmärksammas, och frågar efter medhjälpare. Efterhand får fler och fler höra talas om händelsen, och kan då välja att delta.
Internet är definitivt ett viktigt redskap för dem, dels för att anonymt kunna sprida information och dels för att anonymt kunna kommunicera med varandra för att dela idéer kring kommande händelser och mål. Främst sker detta genom sidor som Youtube, Slashdot, whyweprotest.net, 4chan, Partyvan.info och diverse IRC-kanaler.
Även om rörelsen har ett allvarligt budskap innefattar Anonymous metoder ofta ett visst komiskt inslag. Detta kan vara olika klädteman eller förlöjliganden av sina motståndare.

## Räder och attacker

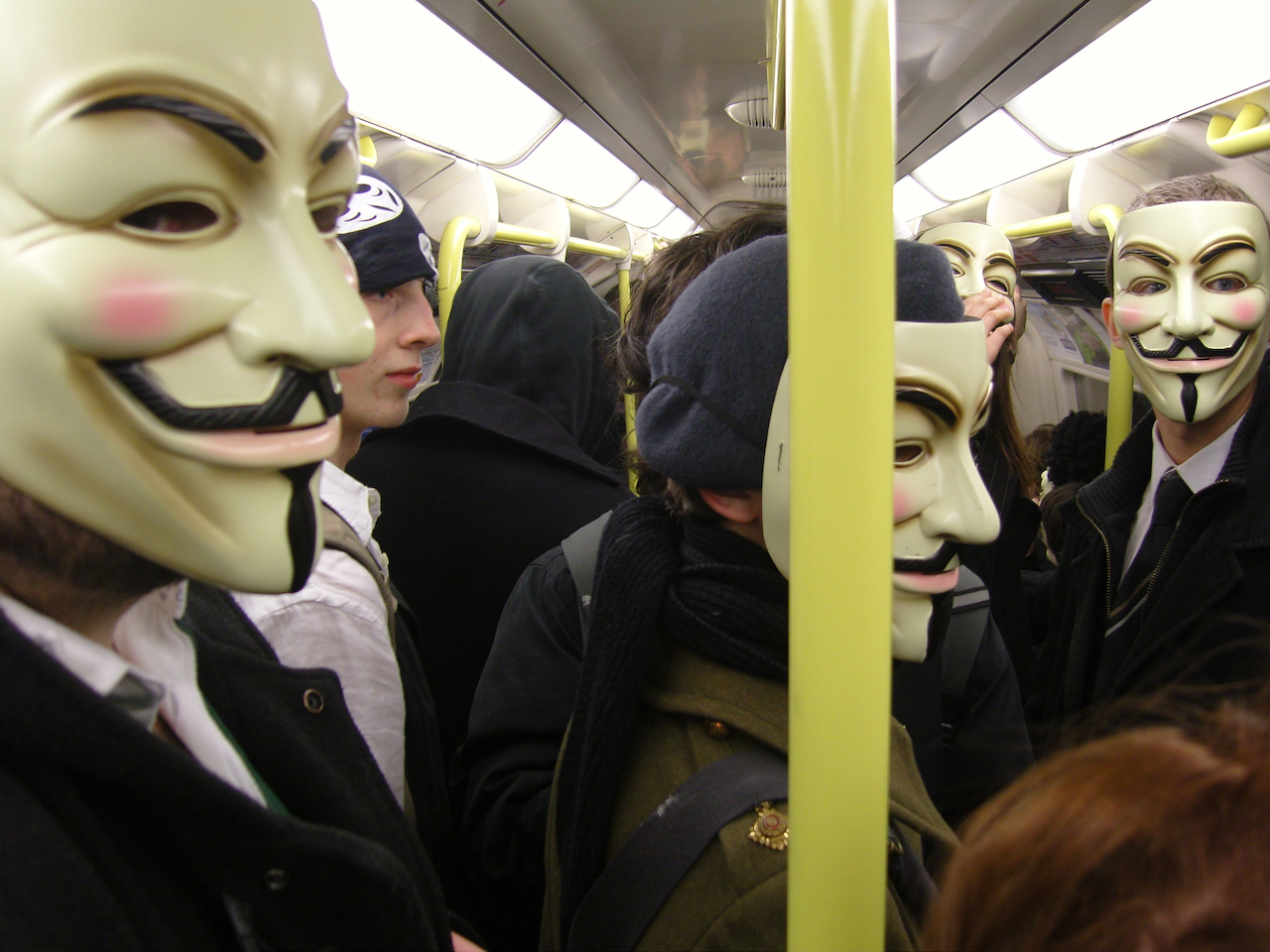
En del Anonymous bär Guy Fawkes-masker kända från serien V för Vendetta.

### Project Chanology
Gruppen ådrog sig allmänhetens uppmärksamhet då de den 16 januari 2008 förklarade krig mot scientologin på grund av att scientologin försökt ta bort en konfidentiell video, innehållande Tom Cruise, från Youtube. Gruppen organiserade en denial of service-attack mot scientologins hemsida, Googlebomber, där strategiskt länkande av sidor där termen "dangerous cult" leder automatiskt till scientologernas hemsidor. Utöver detta busringde de, skickade svarta fax till scientologikyrkans centra runtom i världen samt skapade mängder med nya scientologikritiska hemsidor. Den 10 februari anordnades protester runt om i världen där gruppen, i Guy Fawkes-masker eller maskerade på annat sätt, protesterade mot scientologins handlingar. Den största protesten skedde den 15 mars 2008 där Anonymous demonstrerade främst i Boston, Dallas, Chicago, Los Angeles, London, Paris, Vancouver, Toronto, Berlin och Dublin. Uppskattningsvis beräknades mellan "7 000 och 8 000" personer ha närvarat. Anonymous har sedan dess regelbundna protester runt om i världen mot scientologikyrkan där de sprider information om organisationen. I Sverige har protester skett främst i Stockholm och Göteborg utanför organisationens lokaler, men också vid större platser där folk brukar röra sig. Även vid filmpremiärens av Tom Cruises film Valkyria protesterade Anonymous. De olika protesterna har fått gett gruppen uppmärksamhet i media som till exempel Fox News, Sky News, News Channel 3 och SVT:s Uppdrag granskning.
Scientologikyrkans respons har varit att de kallar Anonymous för en "hatgrupp" och "cyberterrorister". En talesperson för scientologerna i Storbritannien anklagade Anonymous för hatbrott och sade att "kyrkan" kommer att samarbeta med polisen för att minimera den negativa påverkan som denna "terrorgrupp" åstadkommer. Tarja Vulto, informationssekreterare för scientologikyrkan i Europa, kallar Anonymous i SVT:s Uppdrag granskning för fega som gömmer sig bakom masker. "De är ungdomar som vet ingenting om någonting. Det är farligt, tycker jag. De tror på vad som helst och på Internet finns saker och ting som verkligen inte stämmer."
Anonymous har hyllats av dokumentärfilmaren och Emmy Award-vinnaren Mark Bunker, avhoppade scientologen Tory Christman som var medlem i över 30 år i organisationen, Andreas Heldal-Lund som driver den scientologikritiska webbplatsen Xenu.net, även kallad Operation Clambake, och den svenska organisationen Föreningen Rädda Individen (FRI).

### Protester vid iranska valet 2009

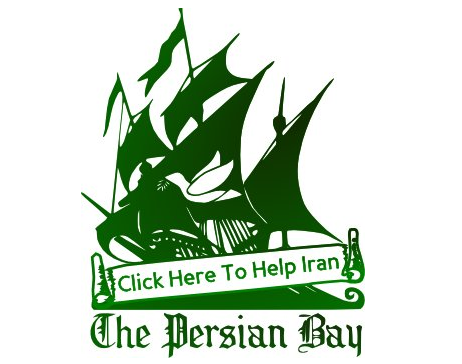
Logga till The Pirate Bay den 20 juni 2009. Anonymous, tillsammans med The Pirate Bay startade sidan Iranian Green Party Support site.

Under det omtvistade iranska presidentvalet i juni 2009 anklagades den sittande presidenten Mahmoud Ahmadinejad för valfusk. När han trots detta förklarades som vinnare gick tusentals iranier ut i demonstration mot presidenten. Iranska myndigheter försökte tysta ner protesterna, i synnerhet genom censur om nyheter på internet. Anonymous, tillsammans med The Pirate Bay och olika iranska hackare skapade regimkritiska hemsidor där den största, Anonymous Iran fick över 22 000 anhängare världen över. Genom hemsidan kunde iranier sprida information om vad som skedde innanför landets gränser till omvärlden.

### Operation Titstorm
Den 10 februari 2010 inleddes protesterna mot den australiensiska regeringens kontroversiella internetfilter. Filtret skulle innefatta censur av pornografiska hemsidor innehållande kvinnor med små bröst, kvinnor som ska likna yngre flickor och kvinnlig ejakulation, detta för att det kan vara barnpornografi.[källa behövs] Utöver detta inkluderades även webbplatser innehållande djursex, hasardspel och bilder med personer som använder droger.[källa behövs] Detta ledde till att regeringens hemsida utsattes för Denial of Service-attacker, spam och svarta fax. Premiärministerns hemsida hackades och fick pornografiska bilder upplagda. Regeringens agerande har skapat en livlig debatt på Internet med flera kritiska videoklipp på Youtube.[källa behövs]

### Operation Tunisia och den arabiska våren
Den 18 december 2010 tände tunisiern Mohammed Bouazizi eld på sig själv i protest mot de orättvisor regimen utförde mot sin befolkning. Han hade då själv hamnat i oenighet med den lokala polisen upprepade gånger. Detta kom att bli startskottet för vad som kom att kallas för den Arabiska våren under 2010–2011 där protester mot makthavare i totalitära regimer i främst Algeriet, Egypten, Bahrain, Libyen, Jemen och Syrien utfördes i hopp om att införa demokratiska rättigheter i sina länder, något som bland annat ledde till inbördeskrig, upplopp och omfattande demonstrationer. Myndigheter slog ner demonstranter brutalt med hot och våld och försökte försvåra demonstrationerna genom censur av regimkritiska hemsidor och sociala medier som t.ex. Twitter, Facebook, Gmail och Hotmail. Anonymous stödde dessa demonstranter mot regimerna genom att i sin tur stänga ner statliga hemsidor, hjälpa till att öppna upp internet för demonstranterna för kommunikation samt se till att information från de drabbade länderna kunde spridas till omvärlden.

### Attacken mot Westboro Baptist Church
I februari 2011 anklagade Westboro Baptist Church Anonymous för att ha skickat hatfyllda meddelanden till dem. Vidare anklagade baptistförsamlingen Anonymous för att ha stängt ner flera av deras hemsidor. Anonymous svarade att de inte låg bakom något av detta, utan att det var församlingen själv, eller möjligtvis en tredje part, som skapat dessa hatmeddelanden för att smutskasta Anonymous. Anonymous sade även i ett pressmeddelande att de verkligen menar att de är för yttrandefriheten och de använde sig av det ofta till Voltaire tillskrivna citatet "Jag ogillar dina åsikter, men jag är beredd att gå i döden för din rättighet att uttala dem."
Detta ledde till att det hölls en radiosänd debatt mellan Shirley Phelps-Roper, från Westboro Baptist Church, och en medlem från Anonymous den 24 februari 2011 i det amerikanska radioprogrammet The David Pakman Show. Efter flera minuters debatt bestämde sig Anonymous representant för att hacka Westboro Baptist Churchs hemsida, vilket skedde under radiointervjun, och ett meddelande från Anonymous lämnades. Webbplatsen togs sedan ner av församlingen själva.

### Operation Skankbag
Den 11 mars 2011 startade det som Anonymous själva kallade för Operation Skankbag, vilket var en direkt attack riktad mot det franska lyxvaruföretaget Louis Vuitton. Det hela började med att en dansk konstnär vid namn Nadia Plesner skapade en t-shirt, på vilken fanns ett svältande svart barn. Barnet höll en chihuahua i ena handen och en väska i den andra. Louis Vuitton reagerade då direkt på att väskan barnet håller i har ett liknande mönster som de väskor som företaget skapar och företaget valde att stämma konstnären på en summa av 5000 euro om dagen tills det att hon tog bort bilden från sin hemsida. Plesner vägrade att gå med på detta och påstod att hon skänker en del av vinsten hon får för t-shirten till drabbade barn i Darfur. Anonymous, som ställde sig bakom konstnären, ansåg att detta var ett hot mot yttrandefriheten och valde då att dra igång Operation Skankbag, vilket gick ut på att svärta ner Louis Vuittons rykte på alla möjliga sätt.

### Operation Cartel
Den 6 oktober 2011 publicerades ett klipp på Youtube där Anonymous hotade den mexikanska drogkartellen Zetas att publicera information om medlemmar, poliser och journalister som har kopplingar till kartellen. Detta efter att en medlem av Anonymous blivit kidnappad av kartellen då han medverkade i en gatuprotest, så kallad Paperstorm, mot kartellen i Veracruz, Mexiko. Den 5 november 2011, Guy Fawkes Night, som Anonymous hade satt som sista datum för Zetas att släppa medlemmen, meddelade Anonymous via ett blogginlägg att medlemmen släppts.

### Operation MegaUpload
Den 20 januari 2012 stängdes fildelningssajten Megaupload efter beslut av amerikanska justitiedepartementet. Totalt gjordes tillslag i åtta länder där hemsidan har sina servrar. Stängningen kom i en känslig period, då de föreslagna antipiratlagarna SOPA och PIPA debatterades friskt i USA, vilka hade föranlett bland annat Wikipedia att stänga ner sin engelskspråkiga sida under ett dygn i protest mot lagförslagen. Bara timmar efter kom Anonymous respons på stängningen i vad som i media kallades för Anonymous "största attack någonsin". Ett stort antal sidor släcktes ner genom DDoS-attacker bland annat amerikanska justitiedepartementet, FBI, RIAA, MPAA och US Copyright. Även polisen i Utahs hemsida crackades där uppgifter om personalen publicerades på internet.

### Operation KKK
Den 16 november 2014 tog Anonymous över Ku Klux Klans twitter-konto  som ett led i OpKKK som inleddes som ett svar på KKK:s verksamhet i staden Ferguson inför den stundande rättegången rörande skjutningen av Michael Brown.

### Ryssland
I inledningen av Rysslands krig i Ukraina genomförde Anonymous attacker i protest mot kriget.